# Latinikon
Les latinikon sont des mercenaires des royaumes latins non orthodoxes d’Occident venus en Orient pour se battre pour l’Empire byzantin vers la fin du XIe siècle lorsque l’empire commence à recruter une plus grande quantité d’étrangers dans son armée, jusqu’à la fin de l’empire en 1453. 
Les latinikons arrivent dans l’histoire byzantine lorsque l’Empire romain d’Orient se transforme après son apogée; des changements politiques et administratifs ont joué en faveur de leur embauche durant une longue période. Ils seront continuellement une partie importante de l’armée de l’empire jusqu’à sa chute. Au fil de siècles, ils ont été soit des alliés soit des ennemis de l’Empire byzantin .
Les ouvrages récents utilisent rarement le terme latinikon. Ils utilisent davantage le terme de mercenaire et précisent de quel endroit de l'Occident ils sont originaires. Généralement, les mercenaires des états latins sont des cavaliers. Il est aussi à spécifier que la provenance des mercenaires varie selon les guerres et qu’il y a aussi présence de mercenaires étrangers qui ne viennent pas des états latins non orthodoxes et qui ne sont donc pas des latinikons.

## La fin des thèmes et l'apparition des latinikons
Avant le XIe siècle, l’armée byzantine était composée de différents contingents qui devaient assurer la défense de leur thème par leur propre moyen. Ces contingents étaient essentiellement composés de soldats qui devaient payer leurs propres armes et qui étaient dirigés par un Stratège. L’entrainement des soldats, la protection et l’approvisionnement des thèmes étaient gérés sur place, donc les soldats des thèmes avaient une certaine indépendance et son administration était davantage locale que centralisée vers Constantinople. Les soldats de l’armée byzantins étaient avant tout des agriculteurs, mais contrairement au reste de la population, ils étaient protégés par des lois qui leur permettaient d’éviter certaines taxes. Cette armée n’était donc pas composée de latinikons. Il y avait très peu de mercenaires engagés dans les armées byzantines à cette époque. 
Certaines réformes dans les lois et l’organisation militaire ont permis l’essor d’une plus grande place des mercenaires au sein de l’armée byzantine. En 1028, Romain Argyre abroge les lois qui protégeaient les petits propriétaires terriens, qui étaient aussi des militaires et qui composaient l’armée des thèmes. Par ailleurs, l’État met en pratique la pronoia dans l’ensemble de l'Empire. Dès lors, la noblesse terrienne accumule progressivement toutes les terres, ce qui ne laisse aucun revenu pour les anciens soldats des thèmes. À la fin du XIe siècle, les grands propriétaires terriens profitent de privilèges qui leur sont donnés par l’empereur, à commencer par des exemptions d’impôts. L’État est privé d’une part de ses revenus au même titre qu’une part croissante de la noblesse terrienne qui demandait un loyer à leurs locataires. Néanmoins la montée de cette aristocratie se poursuit au XIIe siècle, durant le règne d’Alexis 1er Comnène elle atteint son apogée. À cette époque, la famille impériale contrôle les affaires militaires depuis Constantinople, tandis que quelques familles aristocratiques contrôlent la bureaucratie de l’empire.
Sans que ce soit une réforme officielle, l’empire s’est lancé dans différentes campagnes militaires, qu’elles soient offensives ou non, avec comme résultat le recul des armées thématiques jusqu’à sa disparition complète. Le premier empereur à avoir introduit en masse des étrangers dans l’armée est l’empereur Alexis 1er Comnène, un homme de l’aristocratie militaire et ambitieux, tout comme ses successeurs. Mais les aristocrates provinciaux avaient du mal à recruter des soldats dans leurs propres juridictions, ce qui força la main de l’empire et l'obligea à recruter de plus en plus de mercenaires, laissant peu de place pour l’armée des thèmes. La situation de l’empire posait également un défi énorme à Alexis 1er Comnène en raison de la menace normande en 1081 et des Petchénègues en 1086, qui affaiblissait en plus les thèmes à la frontière orientale de l’Empire byzantin. C’est avec le règne de Manuel Ier Comnène et de son ambition de reprendre les terres de l’ancien Empire Romain d’Occident que les mercenaires prirent toute la place de l’armée thématique.

## Les mercenaires dans l’armée byzantine
Le recrutement des mercenaires au sein l’armée byzantine diffère entre les empereurs et parfois même entre les guerres. Ils peuvent venir de différentes régions, qu’ils soient latins ou non, leur provenance variant au gré des alliances, notamment avec les croisades et les querelles qu’elles engendrent. 
Le nombre de mercenaires latins parmi les armées en particulier dépend globalement des moyens que les empereurs ont pour les recruter.
Ces différents expliquent que la provenance des soldats au sein de l’armé byzantine varie énormément du XIe siècle jusqu’à la fin du règne d’Andronic II.

### À l’époque des Comnènes
Contre les Normands, Alexis 1er Comnène demande de l’aide aux Vénitiens. Lorsque l’empereur fait face à Bohémond, Pise en particulier se montre un allié tout aussi efficace que les Vénitiens. Par la suite, la France, sous l'impulsion du comte de Flandres,  participe à la guerre contre les Petchénègues avec 500 chevaliers qui s'ajoutent aux Coumans au sein de l'armée byzantine. 
La garde impériale à cette époque était composée de Scandinaves, de Russes et d’Anglo-saxons. 
Durand le règne de Manuel Ier Comnène, le nombre et la diversité d’étrangers dans l’armée prend de l’ampleur. Les Lombards, les Normands d’Italie, les Anglo-saxons et des chevaliers anglais et français font partie de l’armée permanente de l’empire. D’autres mercenaires furent également engagés par l’empire pour des guerres ponctuelles. C’est le cas des Italiens de la Marche d’Ancône et les croisés francs.

### Vers la fin de l'empire
Durant les années qui suivent la fin de la dynastie des Comnènes, les moyens de recrutements, essentiellement basés sur l’embauche de mercenaires, ont été préservés. Durant le règne de Michel VIII Paléologue, celui-ci tenta tant bien que mal de reconstituer une armée puissante. L’empire n’avait plus les moyens de recruter un nombre important de soldats dans ses territoires et il était plus que jamais obligé d’engager des mercenaires. Son armée était composée d’environ 20 000 hommes. C’est durant le règne d’Andronic II que l’armée se voie réduite, surtout la marine. Il a à sa disposition, entre autres choses, 3 000 cavaliers, dont 1 000 proviennent d’occident. Les recherches de mercenaires d’Andronic II sont causées par l’inefficacité de la pronoia. Son armée est très hétéroclite que ce soit au niveau de la provenance des soldats ou de leur théâtre d'opérations . En 1301, Andronic II engage notamment 16 000 Alains du Caucase. Le peuple nomade est d'abord posté dans la région de la Thrace, puis envoyé dans trois régions différentes de l’Asie, avec des conséquences désastreuses telles que le pillage. En 103, face aux Turcs et aux Serbes, Andronic II engagea la Compagnie catalane, une armée composée d’environ 6 000 hommes. Après le règne d’Andronic II, Constantinople ne possèdera plus aucune armée d’importance, sauf lorsque ses alliés et les croisés viendront aider Byzance. L’empire a bien essayé de reconstruire une grande armée par l'intermédiaire des réformes lancées par l’empereur Jean VI Cantacuzène en 1341. La réforme devait notamment forcer ceux qui possèdent une pronoia à effectuer un service militaire, mais aussi obliger les soldats et aux anciens soldats à participer au financement des guerres, puisque les coffres de l’état étaient vides. Cette réforme a fonctionné pendant un certain temps. L’armée byzantine contenait à la fois des mercenaires, qui étaient payés grâce à la fortune, et de soldats byzantins issus des grands propriétaires terriens. Une guerre civile entre 1341 et 1355 eut néanmoins raison des mesures prises par Jean VI Cantacuzène. Les deux partis rivaux levèrent leurs propres armées et Jean VI fut incapable de rassembler suffisamment de soldats pour défendre la frontière de l’empire en 1347.

## Le commandement des latinikons au sein de l'armée byzantine
Avant le XIIe siècle, le commandement de l’armée était géré par l’Empereur et en dessous de lui par les chefs des thèmes. 
Lorsque l’empereur part en guerre, il n’existe pas de poste officiel au sein de l’administration militaire de l’empire désignant de façon claire le chef de cette expédition, à l'exception de l’Empereur lui-même. Au fil des siècles, le Domestique des scholes devient néanmoins progressivement le chef suprême de l’armée. Plus tard, ce même titre sera remplacé, ou renommé sous le nom du Grand domestique. C’est à ce dernier que revient la charge de commander officiellement l’armée de Byzance, même si les fonctions du titre sont séparées en deux sous le règne d’Isaac l’Ange. L’importance du Grand domestique augmente au fur et à mesure de la disparition progressive des thèmes. Après l’Empire de Nicée, c’est le Grand domestique qui donne les ordres et qui doit gérer l’armée de sorte qu’elle soit disciplinée. En parallèle, le Grand connétable dirige les troupes de mercenaires. Néanmoins, avec une armée aussi hétéroclite, tant par la culture que par la religion, il n’est pas rare que les troupes byzantines soient indisciplinées, causant de graves problèmes d’efficacité au combat de cette armée.

## La décadence des mercenaires
Les différents problèmes que rencontre l’Empire byzantin, qui l’obligent à engager des mercenaires, deviennent parfois une source d’irritations pour les latinikons. Les richesses de l’empire sont une source de convoitise pour les étrangers qui n’hésitent pas à profiter des faiblesses de l’empire. « A plus forte raison les soldats, en majorité étrangère, étaient toujours prêts à la révolte dès qu’un retard se produisait dans le paiement de la solde. Pire encore, ils n’avaient aucun scrupule à se laisser acheter par l’ennemi, à trahir le basileus en pleine bataille et à l’abandonner après une défaite ». De fait, il est arrivé plus d’une fois que les mercenaires étrangers, qu’ils viennent de l’occident ou de l’orient, se sont retournés contre l’Empire byzantin, causant des ravages sur des territoires de l’empire. 

### La Compagnie Catalane
L’un des plus sanglants épisodes de l'Histoire de l'armée byzantine concerne la Compagnie Catalane, lorsque cette dernière fut engagée par Andronic II en 1303 pour contrer la conquête turque. Ce groupe de mercenaires, composé de 6 000 hommes, était commandé par Roger de Flor. Ce dernier, possédant une armée bien réputée, demanda une solde à l’empire allant jusqu’au double du prix normal d’un tel nombre de mercenaires étrangers. Le chef de la compagnie s’était vue également promettre la main d’une des nièces de l’empereur en plus du titre prestigieux de Mégaduc. Malgré la solde que la Compagnie Catalane reçoit, les mercenaires échappèrent au contrôle de l'Empire et pillènt les terres de l’empire sans que l’état ne puisse faire quoi que ce soit. Malgré des victoires lors de certaines batailles, les terres pillées furent abandonnées et vite reprises par l’ennemi et l’Empereur fut incapable de trouver une solution à ce problème. La petite armée de mercenaires finit par retourner en Europe, mais leur chef, Roger de Flor, fut assassiné. Contrairement à ce que l’on peut observer ailleurs dans ce genre de situation, les Catalans, sans chef, restèrent groupés. Ils parcoururent toute la Macédoine, pillant la majeure partie du territoire, pour s’établir en Grèce, où ils prirent de force le duché d’Athènes, chassant les francs du territoire par la même occasion en 1311. 

## La perception des latinikons dans l'empire
Les Latins de l’ancien Empire Romain d’Occident étaient perçus par les Byzantins comme des barbares avares de richesses, comme peut nous en témoigner cet extrait des écrits d’Anne Comnène, racontant l’arrivée d’une armée française:
« [Alexis] en redoutait l’arrivée, car il connaissait leur élan irrésistible, leur caractère instable et versatile, ainsi que tout ce qui est propre au tempérament celte avec ses conséquences inévitables ; il savait qu’ils avaient toujours la bouche ouverte devant les richesses et qu’à la première occasion, on les verrait enfreindre leurs traités sans scrupules. […]. Car c’était l’Occident entier, tout ce qu’il y a de nations barbares habitant le pays situé entre l’autre rive de l’Adriatique et les Colonnes d’Hercules […]. »
Cette vision est également là même pour les mercenaires latins. Mais malgré les défauts que les byzantins peuvent accoler aux latinikons, il n’en reste pas moins qu’« Alexis Comnène s’efforça surtout de recruter des mercenaires étrangers en montrant une préférence pour les Occidentaux, dont les chefs lui prêtaient le serment féodal à la manière de leur pays ». De plus, ceux qui rendent service à l’empire et restent fidèles reçoivent des privilèges qui, plus tard, causeront la perte de l’empire. C’est le cas des Vénitiens, lorsqu’Alexis Ier Comnène leur demanda leur aide contre les Normands de Sicile, ce qui lui permet d'obtenir la victoire. Pour remercier les Vénitiens de cette victoire, des privilèges sur les droits de douane et de passages dans les ports furent distribués aux marchands vénitiens, et un quartier fut réservé aux Vénitiens à Constantinople. Ce genre de privilège désavantagea grandement les marchands de Constantinople et priva l’État des profits dont jouirent par la suite les Italiens.